# Héctor Scandoli
Héctor Emilio Scandoli, manchmal auch Héctor Scandolli, (* 13. Juni 1936 in Buenos Aires; † 2005) war ein argentinischer Fußballspieler. Der Stürmer wurde 1965 Torschützenkönig der chilenischen Primera División.

## Karriere
Héctor Scandoli, auch Pájaro oder Chico genannt, begann 1957 bei River Plate und wechselte 1959 in die Primera B Nacional zu CA Banfield, in der er 21 Tore erzielte. Bei Estudiantes spielte der Offensivakteur wieder in der Primera División, kam jedoch meist nur als Einwechselspieler in die Partie und erzielte dennoch neun Tore in 23 Spielen. Im Jahr 1961 wechselte er zu CA Platense erneut in die Primera B Nacional, wo er in seinen drei Jahren jeweils zu den besten Torschützen der Liga gehörte. Anschließend wechselte er ins Nachbarland Chile zu den Rangers de Talca, wo er zu einer prägenden Figur wurde. Gemeinsam mit Juan Soto bildete er ein starkes Sturmduo. Scandolis erfolgreichstes Jahr war die Saison 1965, als er mit 25 Toren Ligatorschützenkönig wurde und seinem Team zum dritten Platz verhalf. Bis 1968 lief er noch für die Rangers auf und erzielte 71 Tore in 77 Spielen.

## Auszeichnungen
- Torschützenkönig der chilenischen Primera División: 1965